# All of Me (bài hát của John Legend)
"All of Me" là một bài hát của nghệ sĩ thu âm người Mỹ John Legend nằm trong album phòng thu thứ tư của anh, Love in the Future (2013). Nó được phát hành như là đĩa đơn thứ ba trích từ album vào ngày 12 tháng 8 năm 2013 bởi GOOD Music và Columbia Records. Trước khi được phát hành làm đĩa đơn, bài hát đã được phát hành vào ngày 6 tháng 8 năm 2013 như là một phần cho chiến dịch đặt trước Love in the Future trên iTunes. "All of Me" được đồng viết lời bởi Legend và Toby Gad, và nam ca sĩ cũng đồng tham gia đồng sản xuất nó với Dave Tozer. Đây là một bản R&B ballad kết hợp với những yếu tố từ soul và pop cũng như những âm thanh từ dương cầm mang nội dung đề cập đến tình cảm của một người đàn ông với người bạn đời của mình, trong đó anh khẳng định rằng cô ấy là tất cả của mình, được Legend sáng tác như một sự tri ân đến vị hôn thu của anh lúc bấy giờ, và là vợ của anh hiện tại - người mẫu Chrissy Teigen, người nam ca sĩ đã gặp đầu tiên vào năm 2007 trong quá trình thực hiện video ca nhạc cho đĩa đơn năm 2007 "Stereo", trước khi cả hai chính thức hẹn hò và kết hôn vào ngày 14 tháng 9 năm 2013.
Sau khi phát hành, "All of Me" nhận được những phản ứng tích cực từ các nhà phê bình âm nhạc, trong đó họ đánh giá cao chất giọng của Legend cũng như quá trình sản xuất nó. Ngoài ra, bài hát còn gặt hái nhiều giải thưởng và đề cử tại những lễ trao giải lớn, trong đó bản trực tiếp của "All of Me" đã nhận được một đề cử giải Grammy cho Trình diễn đơn ca pop xuất sắc nhất tại lễ trao giải thường niên lần thứ 57. Bài hát cũng tiếp nhận những thành công vượt trội về mặt thương mại, đứng đầu các bảng xếp hạng ở Úc, Canada, Ireland, Hà Lan, Thụy Điển và Thụy Sĩ, và lọt vào top 10 ở hầu hết những quốc gia nó xuất hiện, bao gồm vươn đến top 5 ở những thị trường lớn như Áo, Đan Mạch, Phần Lan, Pháp, New Zealand, Na Uy, Tây Ban Nha và Vương quốc Anh. Tại Hoa Kỳ, "All of Me" đạt vị trí số một trên bảng xếp hạng Billboard Hot 100 trong ba tuần liên tiếp, trở thành đĩa đơn quán quân đầu tiên của Legend cũng như tiêu thụ được hơn 6.2 triệu bản tại đây. Tính đến nay, nó đã bán được hơn 12.3 triệu bản trên toàn cầu, trở thành đĩa đơn bán chạy thứ ba của năm 2014 cũng như là một trong những đĩa đơn bán chạy nhất mọi thời đại.
Video ca nhạc cho "All of Me" được đạo diễn bởi Nabil Elderkin và ghi hình với phông nền đen trắng, trong đó bao gồm những hình ảnh lãng mạn giữa Legend và Teigen, trước khi được kết thúc bằng những thước phim từ đám cưới thật của họ. Nó đã nhận được một đề cử tại giải Video âm nhạc của MTV năm 2014 cho Video xuất sắc nhất của nam ca sĩ. Để quảng bá bài hát, nam ca sĩ đã trình diễn nó trên nhiều chương trình truyền hình và lễ trao giải lớn, bao gồm Jimmy Kimmel Live!, Late Show with David Letterman, Today, giải thưởng âm nhạc Billboard năm 2014 và giải Grammy lần thứ 57, cũng như trong nhiều chuyến lưu diễn của anh. Được ghi nhận là bài hát trứ danh trong sự nghiệp của Legend, "All of Me" đã được hát lại bởi nhiều nghệ sĩ, như Taylor Swift, Charlie Puth, Jasmine Thompson và dàn diễn viên của Glee, cũng như xuất hiện trong nhiều tác phẩm điện ảnh và truyền hình, bao gồm Grey's Anatomy, Pitch Perfect 2 và Sing. Năm 2014, một phiên bản phối lại chính thức của bài hát hợp tác với nghệ sĩ nhạc điện tử Tiësto đã được phát hành và chiến thắng một giải Grammy cho Thu âm phối lại xuất sắc nhất, Phi cổ điển vào năm 2015.

## Danh sách bài hát
- Tải kĩ thuật số[3]

1. "All of Me" (bản album) – 4:29

- Tải kĩ thuật số — phối lại[4]

1. "All of Me" (Tiësto's Birthday Treatment phối lại) (radio chỉnh sửa) – 4:11

- Tải kĩ thuật số[5]

1. "All of Me" (hợp tác với Jennifer Nettles và Hunter Hayes) – 4:19

- Đĩa CD[6]

1. "All of Me" – 4:29
2. "Made to Love" – 3:59

## Xếp hạng
| Bảng xếp hạng (2013–14)                  | Vị trí cao nhất |
| ---------------------------------------- | --------------- |
| Úc (ARIA)                                | 1               |
| Áo (Ö3 Austria Top 40)                   | 4               |
| Bỉ (Ultratop 50 Flanders)                | 3               |
| Bỉ (Ultratop 50 Wallonia)                | 11              |
| Canada (Canadian Hot 100)                | 1               |
| Cộng hòa Séc (Rádio Top 100)             | 15              |
| Cộng hòa Séc (Singles Digitál Top 100)   | 3               |
| Đan Mạch (Tracklisten)                   | 2               |
| Phần Lan (Suomen virallinen lista)       | 5               |
| Pháp (SNEP)                              | 4               |
| Đức (Official German Charts)             | 13              |
| Hungary (Rádiós Top 40)                  | 16              |
| Hungary (Single Top 40)                  | 6               |
| Ireland (IRMA)                           | 1               |
| Ý (FIMI)                                 | 8               |
| Israel (Media Forest)                    | 4               |
| Hà Lan (Dutch Top 40)                    | 1               |
| Hà Lan (Single Top 100)                  | 1               |
| New Zealand (Recorded Music NZ)          | 2               |
| Na Uy (VG-lista)                         | 2               |
| Bồ Đào Nha Nhạc số (Billboard)           | 1               |
| Romania (Romanian Top 100)               | 1               |
| Scotland (OCC)                           | 3               |
| Slovakia (Rádio Top 100)                 | 2               |
| Slovakia (Singles Digitál Top 100)       | 2               |
| Slovenia (SloTop50)                      | 1               |
| Nam Phi (EMA)                            | 2               |
| Tây Ban Nha (PROMUSICAE)                 | 3               |
| Thụy Điển (Sverigetopplistan)            | 1               |
| Thụy Sĩ (Schweizer Hitparade)            | 1               |
| Anh Quốc (OCC)                           | 2               |
| Anh Quốc R&B (OCC)                       | 1               |
| Hoa Kỳ Billboard Hot 100                 | 1               |
| Hoa Kỳ Adult Contemporary (Billboard)    | 1               |
| Hoa Kỳ Adult Pop Airplay (Billboard)     | 1               |
| Hoa Kỳ Dance Club Songs (Billboard)      | 32              |
| Hoa Kỳ Hot R&B/Hip-Hop Songs (Billboard) | 1               |
| Hoa Kỳ Pop Airplay (Billboard)           | 1               |
| Hoa Kỳ Rhythmic (Billboard)              | 1               |

| Bảng xếp hạng                        | Vị trí |
| ------------------------------------ | ------ |
| UK Singles (Official Charts Company) | 11     |
| US Billboard Hot 100                 | 138    |

| Bảng xếp hạng (2013)                     | Vị trí |
| ---------------------------------------- | ------ |
| Australia (ARIA)                         | 49     |
| Australia Urban (ARIA)                   | 6      |
| Netherlands (Dutch Top 40)               | 58     |
| Netherlands (Single Top 100)             | 32     |
| Bảng xếp hạng (2014)                     | Vị trí |
| Australia (ARIA)                         | 11     |
| Australia Urban (ARIA)                   | 2      |
| Austria (Ö3 Austria Top 40)              | 10     |
| Belgium (Ultratop 50 Flanders)           | 7      |
| Belgium (Ultratop 50 Wallonia)           | 19     |
| Canada (Canadian Hot 100)                | 2      |
| Denmark (Tracklisten)                    | 1      |
| France (SNEP)                            | 12     |
| Germany (Official German Charts)         | 16     |
| Hungary (Single Top 10)                  | 32     |
| Ireland (IRMA)                           | 2      |
| Israel (Media Forest)                    | 5      |
| Italy (FIMI)                             | 11     |
| Netherlands (Dutch Top 40)               | 7      |
| Netherlands (Single Top 100)             | 1      |
| New Zealand (Recorded Music NZ)          | 3      |
| Slovenia (SloTop50)                      | 14     |
| South Korea (Gaon International Singles) | 95     |
| Spain (PROMUSICAE)                       | 5      |
| Sweden (Sverigetopplistan)               | 1      |
| Switzerland (Schweizer Hitparade)        | 6      |
| UK Singles (Official Charts Company)     | 3      |
| US Billboard Hot 100                     | 3      |
| US Adult Contemporary (Billboard)        | 1      |
| US Adult Top 40 (Billboard)              | 4      |
| US Pop Songs (Billboard)                 | 3      |
| US Hot R&B/Hip-Hop Songs (Billboard)     | 2      |
| US Rhythmic (Billboard)                  | 14     |
| Worldwide (IPFI)                         | 3      |
| Bảng xếp hạng (2015)                     | Vị trí |
| France (SNEP)                            | 99     |
| Germany (Official German Charts)         | 64     |
| Hungary (Single Top 10)                  | 29     |
| Italy (FIMI)                             | 36     |
| Slovenia (SloTop50)                      | 35     |
| South Korea (Gaon International Singles) | 45     |
| Spain (PROMUSICAE)                       | 62     |
| Sweden (Sverigetopplistan)               | 57     |
| Switzerland (Schweizer Hitparade)        | 34     |
| UK Singles (Official Charts Company)     | 81     |
| Bảng xếp hạng (2016)                     | Vị trí |
| Hungary (Single Top 10)                  | 79     |
| Bảng xếp hạng (2017)                     | Vị trí |
| Hungary (Single Top 10)                  | 84     |

## Chứng nhận
| Quốc gia | Chứng nhận   | Số đơn vị/doanh số chứng nhận |
| --- | ------------ | ----------------------------- |
| Úc (ARIA) | 11× Bạch kim | 770.000‡                      |
| Áo (IFPI Áo) | Vàng         | 15.000*                       |
| Bỉ (BEA) | Bạch kim     | 30.000*                       |
| Canada (Music Canada) | 5× Bạch kim  | 400.000*                      |
| Đan Mạch (IFPI Đan Mạch) | Vàng         | 0^                            |
| Pháp (SNEP) | Vàng         | 75.000*                       |
| Đức (BVMI) | 3× Vàng      | 750.000‡                      |
| Ý (FIMI) | 7× Bạch kim  | 350.000‡                      |
| México (AMPROFON) | Vàng         | 30.000*                       |
| Hà Lan (NVPI) | Bạch kim     | 20.000^                       |
| New Zealand (RMNZ) | 2× Bạch kim  | 30.000*                       |
| Na Uy (IFPI) | Bạch kim     | 10.000*                       |
| Hàn Quốc (Gaon Chart) | —            | 301,323                       |
| Tây Ban Nha (PROMUSICAE) | 3× Bạch kim  | 120.000*                      |
| Thụy Điển (GLF) | 11× Bạch kim | 220.000‡                      |
| Thụy Sĩ (IFPI) | 2× Bạch kim  | 60.000^                       |
| Anh Quốc (BPI) | 4× Bạch kim  | 2.400.000‡                    |
| Hoa Kỳ (RIAA) | 8× Bạch kim  | 6,205,000                     |
| Streaming |              |                               |
| Đan Mạch (IFPI Đan Mạch) | 4× Bạch kim  | 10.400.000^                   |
| Tây Ban Nha (PROMUSICAE) | 2× Bạch kim  | 20.000.000*                   |
| * Chứng nhận dựa theo doanh số tiêu thụ. ^ Chứng nhận dựa theo doanh số nhập hàng. ‡ Chứng nhận dựa theo doanh số tiêu thụ và phát trực tuyến. |              |                               |

## Lịch sử phát hành
| Nước           | Ngày                 | Định dạng              | Nhãn                        |
| -------------- | -------------------- | ---------------------- | --------------------------- |
| Mỹ             | 12 tháng 8 năm 2013  | Mainstream urban radio | GOOD Music Columbia Records |
| Mỹ             | 30 tháng 11 năm 2013 | Smooth jazz radio      | Columbia Records            |
| Ý              | 22 tháng 11 năm 2013 | Hit radio đương đại    | Sony Music                  |
| Vương quốc Anh | 30 tháng 11 năm 2013 | Hit radio đương đại    | Columbia Records            |
| Hoa Kỳ         | Tháng 2 2014         | Hit radio đương đại    | Columbia Records            |